# Vuurkroonkolibrie
De vuurkroonkolibrie (Sephanoides sephaniodes) is een vogel uit de familie Trochilidae (kolibries).

## Verspreiding en leefgebied
Deze soort komt voor in centraal en zuidelijk Chili en centraal en westelijk Argentinië.